# ドイツ民族保護のための大統領令
1933年2月4日付ドイツ民族保護のための大統領令 (どいつみんぞくほごのためのだいとうりょうれい、ドイツ語: Verordnung des Reichspräsidenten zum Schutze des Deutschen Volkes vom 4. Februar 1933) は1933年2月4日にドイツ国で布告された大統領令。その5日前にドイツ国首相に就任したアドルフ・ヒトラーの建議により布告されたもので、内務大臣ヴィルヘルム・フリックに大きな権限を与え、国民の集会の自由および報道の自由を制限する内容であった。 
ドイツ国大統領パウル・フォン・ヒンデンブルクが発令し、首相アドルフ・ヒトラー、内務大臣ヴィルヘルム・フリックおよび法務大臣フランツ・ギュルトナーが副署して布告されたが、もとはヒトラーが首相に就任する前にパーペン内閣で検討されていたものであった。1933年3月ドイツ国会議員選挙では、ナチ党の政敵弾圧に利用された。 
この大統領令と、1933年2月28日に布告されたドイツ国民と国家を保護するための大統領令は、国民の基本的権利のほとんどを停止するもので、ナチ党の権力掌握を保証する大きな法的基盤となった。さらに1933年3月24日には授権法である全権委任法が成立し、立法権が議会から政府に移された。 
第4条に規定された罰則は、1947年6月20日の統制評議会令第55号で廃止された。